# Alexandar Gizow
Alexandar Gizow (bulgarisch Александър Гицов; * 27. Oktober 1987 in Sofia) ist ein bulgarischer Fußballtrainer.

## Karriere
Gizow fungierte ab der Saison 2012/13 beim Post SV Wien als Jugendtrainer. Im Januar 2014 wechselte er zur Jugend des SV Horn. Zur Saison 2016/17 wurde er Co-Trainer von Masanori Hamayoshi bei den Profis der Horner. Im September 2016 wechselte er vom Co-Trainer-Posten in die Nachwuchsförderung der Niederösterreicher.
Zur Saison 2018/19 wurde er Cheftrainer der Amateure von Horn. Zur Saison 2019/20 wechselte er zum Floridsdorfer AC, bei dem er Co-Trainer von Mario Handl wurde und zudem die fünftklassigen Amateure als Cheftrainer übernahm. Nachdem sich die Wiener im Juni 2020 von Handl getrennt hatten, wurde Gizow gemeinsam mit Lukas Fischer interimistisch Cheftrainer des FAC. Den FAC betreute er bis Saisonende, danach fungierte er wieder als Co-Trainer, zunächst von Miron Muslić, danach von Roman Ellensohn. Nachdem sich die Wiener im April 2021 von Ellensohn getrennt hatten, wurde er, diesmal gemeinsam mit Mitja Mörec, ein zweites Mal Interimstrainer. Dem Gespann, das die Wiener auf Tabellenrang 14 übernommen hatte, gelang es in sieben Spielen als Interimstrainer vier Partien zu gewinnen und so platzierte sich der FAC zu Saisonende noch auf dem neunten Rang. Im Juni 2021 wurde Mörec endgültig zum Cheftrainer befördert, während Gizow wieder zurück in den Co-Trainer-Posten rückte.
In dieser Position verbrachte Gizow über zwei Jahre, ehe er Ende Juli 2023 in seine Heimat zurückkehrte und Co-Trainer von Nestor El Maestro bei ZSKA Sofia wurde. Dort wurde das Trainerteam im April 2024 entlassen. Zur Saison 2024/25 kehrte er dann nach Österreich zurück und übernimmt den Zweitligisten SKN St. Pölten als Cheftrainer. Unter seiner Führung holte der SKN in neun Spielen neun Punkte, im Oktober 2024 wurde er auf Rang elf liegend entlassen.
Zur Saison 2025/26 übernahm er den Ligakonkurrenten First Vienna FC als Trainer.